# یعقوب گور
یعقوب گور (به ترکی استانبولی: Yakup Gör؛ زادهٔ ۱۰ نوامبر ۱۹۸۸)  کشتی‌گیر پیشین اهل ترکیه است که در دسته‌های وزنی ۶۶ و ۷۰ کیلوگرم کشتی آزاد فعالیت می‌کرد. او مدال‌های نقره (۲۰۱۴) و برنز (۲۰۱۵) را از مسابقات قهرمانی کشتی جهان و نیز مدال برنز بازی‌های اروپایی ۲۰۱۵ را کسب کرده است.
تست دوپینگ یعقوب گور در سال ۲۰۲۲ مثبت شد و به مدت دو سال از حضور در میادین ورزشی محروم شد.